# 奥洛夫·帕尔梅奖
奥洛夫·帕尔梅奖是一项瑞典年度奖项，旨在表彰本着奥洛夫·帕尔梅精神取得的杰出成就。该奖项由一张证书和100,000美元组成。
该奖项设立于1987年2月，由奥洛夫·帕尔梅国际理解与共同安全纪念基金（瑞典语：Olof Palmes minnesfond för internationell förståelse och gemensam säkerhet）颁发，该基金由奥洛夫·帕尔梅家族和瑞典社会民主党共同设立纪念奥洛夫·帕尔梅。

## 得主列表
- 1987 西里尔·拉马福萨
- 1988 哈维尔·佩雷斯·德奎利亚尔领导下的联合国维和行动
- 1989 瓦茨拉夫·哈维尔
- 1990 Harlem Désir和SOS Racisme
- 1991 国际特赦组织
- 1992 Arzu Abdullayeva和Anahit Bayandour
- 1993 萨拉热窝的学生们
- 1994 魏京生
- 1995 法塔赫青年、工党青年领袖与“和平现在”组织
- 1996 布鲁斯·哈里斯领导下的 Casa Alianza
- 1997 萨利玛·盖扎利
- 1998 年 前南斯拉夫的独立媒体由 B92 电台的 Veran Matić（塞尔维亚）、Dani 周刊的 Senad Pećanin（波斯尼亚和黑塞哥维那）和 Feral Tribune 周刊的 Viktor Ivančić（克罗地亚）代表。
- 1999 年瑞典反种族主义者Kurdo Baksi、Björn Fries 和 Klippan 的 Parent Group
- 2000 布莱恩史蒂文森
- 2001 Fazle Hasan Abed 和女童教育
- 2002 哈南·阿什拉维
- 2003 汉斯·布利克斯
- 2004 柳德米拉·阿列克谢耶娃、谢尔盖·科瓦廖夫、安娜·波利特科夫斯卡娅
- 2005 昂山素季
- 2006 科菲·安南和摩萨德·穆罕默德·阿里
- 2007 帕文·阿达兰
- 2008 丹尼斯·穆克维格
- 2009 卡斯滕·詹森
- 2010 Eyad al-Sarraj
- 2011 莉迪亚·卡乔和罗伯托·萨维亚诺[1]
- 2012 Radhia Nasraoui和Waleed Sami Abu AlKhair
- 2013 罗莎·泰康
- 2014 徐友渔
- 2015 吉迪恩·利维和米特里·拉赫布[2]
- 2016 Spyridon Galinos和Giusi Nicolini
- 2017 Hédi Fried和Emerich Roth
- 2018 丹尼尔·埃尔斯伯格
- 2019 约翰·勒卡雷[3]
- 2020 Black Lives Matter全球网络基金会
- 2022 帕特里夏·瓜林加